# Snön var smutsig
Snön var smutsig är en roman av Georges Simenon, utgiven i Frankrike år 1948. Franska originalets titel är La neige était sale. Gunnel Vallquist översatte romanen till svenska 1956. 

## Handling
Handlingen utspelar sig i ett obestämt land som är under ockupation. Huvudrollsinnehavaren Frank är en amoralisk man som driver mellan den bordell hans mor driver, olika krogar samt möten med ljusskygga personer som tjänar på ockupationen. Romanen inleds med att Frank, närmast utan anledning, dödar en officer i ockupationsmakten och därefter snärjer han en oskyldig flicka som bor granne med honom. 